# Каудънбийт ФК
„Ка́удънбийт“ (на английски: sco или Cowdenbeath F.C.) – шотландски футболен клуб от едноименния град Каудънбийт, област Файф играещ във Втора лига на Шотландия. Основан през 1881 година, след сливането на „Каудънбийт Рейнджърс“ и „Каудънбийт Тисъл“. Домакинските мачове играе на стадион Сентрал Парк, с капацитет 5268 зрители. Най-добрите години на клуба са преди Втората световна война.

## Успехи
- Първа дивизия на Шотландия:
  - Шампион (3): 1913/14, 1914/15, 1938/39.
- Втора дивизия на Шотландия:
  - Шампион (1): 2011/12.
- Трета дивизия на Шотландия:
  - Шампион (1): 2005/06.

## Известни играчи
- Скот Дънкан: 1920/22
- Крейг Ливейн: 1981/83
- Крейг Гордън: 2001/02
- Дерек Райордън: 2003
- Моргано Гоми: 2006/07

## Български футболисти
- Николай Тодоров: 2016/17 (22 мача - 5 гола)

## Известни треньори
- Джими Никъл: 2010/11, 2013/15

## Клубни рекорди
Най-голяма победа: 12:0 срещу Джонстън за Купата на Шотландия на 21 януари 1928.
Най-голяма загуба:
- 1 – 11 срещу Клайд на 6 октомври 1951 в първенството.
- 0 – 10 срещу Хартс на 28 февруари 2015 в първенството.

Най-голяма посещаемост на домакински мач: 25 586 зрители срещу Глазгоу Рейнджърс на 21 септември 1949.